# Artyom Sokol
Artyom Denisovich Sokol (tiếng Nga: Артём Денисович Сокол; sinh ngày 11 tháng 6 năm 1997) là một cầu thủ bóng đá người Nga thi đấu cho FC Arsenal Tula.

## Sự nghiệp câu lạc bộ
Sokol có màn ra mắt tại giải bóng đá Quốc gia Nga cho Spartak-2 Moskva vào ngày 12 tháng 3 năm 2017 trong trận đấu với FC Yenisey Krasnoyarsk.
Ngày 11 tháng 2 năm 2019, anh gia nhập câu lạc bộ Tromsø của Na Uy theo dạng cho mượn đến ngày 10 tháng 7 năm 2019. Ngày 14 tháng 6 năm 2019, hợp đồng cho mượn của anh được gia hạn đến cuối năm 2019.
Sokol ra mắt ở giải Ngoại hạng Nga cho FC Arsenal Tula vào ngày 11 tháng 7 năm 2020 trong trận đấu với FC Tambov, thay thế Vladislav Panteleyev trong thời gian bù giờ.